# Freds- og konfliktstudier
Freds- og konfliktstudier er et samfundsvidenskabeligt studie, som identificerer og analyserer voldelig og ikke-voldelig adfærd samt strukturelle mekanismer, der optræder ved konflikter med henblik på at forstå hvilke processer, der leder til en mere ønskværdig tilværelse.
Centralt for freds- og konfliktstudier er forståelsen af fred som en politisk betingelse, der sikrer retfærdighed og social stabilitet gennem formelle og uformelle institutioner, praksisser og normer. 
I modsætning til krigsstudier (polemologi), hvor målet er effektiv opnåelse af sejr for en eller flere parter, hovedsageligt med voldelige midler, indebærer fredsstudier forebyggelse, nedtrapning og løsning af konflikter, hvor der sigtes efter en fredelig "sejr" for alle involverede parter. Freds- og konfliktstudier er tværfagligt og sammenfatter bl.a. filosofi, politisk videnskab, geografi, økonomi, psykologi, sociologi, internationale relationer, historie, antropologi, religiøse studier og kønsstudier. 

## Historisk baggrund
Fredsstudier opstod først i form af studiegrupper på amerikanske universiteter i årene efter den amerikanske borgerkrig. Lignende bevægelser opstod i Sverige i slutningen af det 19. århundrede. 1. verdenskrig markerede et vendepunkt for vestens holdning til krig. Versaillestraktaten blev underskrevet den 28. juni 1919 anført af Georges Clemenceau, David Lloyd George og Woodrow Wilson, hvor sidstnævnte fremsagde sine 14 punkter for genopbygningen af Europa. Disse indebar bl.a. en opløsning af de europæiske imperier til nationale stater samt oprettelsen af Folkeforbundet. Det var forhandlingerne for en mere fredelig fremtid, der udgjorde baggrunden for oprettelsen af freds- og konfliktstudier som en akademisk disciplin. 
Grundlæggelsen af FN efter 2. verdenskrig tilvejebragte en fornyet motivation for studiet af fred. I denne periode indførte flere universiteter kurser omhandlende fred, ofte i relation til krig. I USA blev det første bachelorprogram i fredsstudier etableret i 1948 af Gladdys Muir på Manchester University, et liberal arts universitet, som er placeret i North Manchester, Indiana. 
I slutningen af 1960'erne begyndte flere universiteter at tilbyde kurser om fred som reaktion på de studerendes bekymringer om Vietnam-krigen. I 1959 stiftede den norske sociolog og matematiker Johan Galtung Institutt for fredsforskning i Oslo. Han var leder af instituttet indtil 1969 og overværede dets udvikling fra en afdeling under Institutt for samfunnsforskning til et selvstændigt forskningsinstitut fondet af det norske ministerium for undervisning og forskning, Kunnskapsdepartementet. I 1964 stiftede Johan Galtung desuden det første akademiske tidsskrift dedikeret til fredsstudier, Journal of Peace Research. I 1980'erne tog antallet af universiteter, der tilbød fredsstudier for alvor fart, da der eksisterede en stigende bekymring blandt de studerende vedrørende udsigterne for atomkrig. Da den Kolde Krig sluttede, flyttede freds- og konfliktstudier deres fokus fra internationale konflikter til mere komplekse spørgsmål relateret til politisk vold, menneskelig sikkerhed, demokratisering, menneskerettigheder, social retfærdighed, velfærd - og produktion af forskellige holdbare former for fred. En række internationale organisationer, agenturer og internationale NGO'er, heriblandt fra FN, Organisationen for Sikkerhed og Samarbejde i Europa, EU, Verdensbanken, International Crisis Group og International Alert, begyndte at trække på denne forskning.
I almindelighed er der nu enighed om betydningen af freds- og konfliktstudier blandt forskere fra en række discipliner inden for de sociale videnskaber, såvel som indflydelsesrige politikere rundt om i verden. Der forskes i freds- og konfliktstudier i et stort og stigende antal institutioner. Antallet af universiteter der tilbyder kurser i fred og konfliktløsning er svært at vurdere, da kurserne udbydes af forskellige afdelinger og har forskellige navne. En rapport fra 2008 i International Herald Tribune nævner over 400 programmer for forskning og undervisning i freds- og konfliktstudier, bl.a. på United World Colleges, Institutt for fredsforskning, Universitat Jaume i i Castellón de la Plana, Spanien, American University, University of Bradford, FN's fredsuniversitet UPEACE i Costa Rica, George Mason University, Lund, Michigan, Notre Dame, Queensland, Uppsala, Innsbruck/Østrig, Virginia, Wisconsin. 

## Opfattelser af fred
Den negative og den positive opfattelse af fred er den mest udbredte i dag. Med negativ fred menes fraværet af direkte vold, mens positiv fred derimod refererer til fraværet af indirekte og strukturel vold. Termerne krediteres almindeligvis til Galtung , men er også tidligere benyttet af Jane Addams i hendes bog fra 1907 "Nyere Idealer om Fred" samt af Martin Luther King i hans brev fra Birmingham fængsel i 1953, hvor han skriver at "negativ fred er fraværet af spænding" og "positiv fred er tilstedeværelsen af retfærdighed". 
Adskillige opfattelser, modeller og former for fred fungerer som udgangspunkt for fredsforskning:
- For nogle fredsforskere er præmissen simpel: at fred er en naturlig social tilstand, modsat krig. Målet er således at præsentere tilstrækkelig information for at overbevise beslutningtagere om at undgå krig og konflikt.
- Blandt en række religiøse traditioner i verden, hersker en opfattelse af vold som syndig, hvor ikke-vold er dydigt og bør dyrkes, f.eks. kvækerne, mennonitter og andre fredskirker inden for kristendommen, Jainister, den "Satyagraha" tradition i Hinduisme, Buddhisme og andre dele af Indisk religion og filosofi, samt visse skoler af Islam.[kilde mangler]
- Pacifisme er afstandtagen til enhver form for krig, krigsforberedelse og voldsanvendelse som middel til løsning af konflikter.
- En yderligere tilgang er, at der er flere tilstande af fred.[12]

Fortolkninger af fred spænder bredt. Fra de kendte værker af Kant, Locke, Rousseau, Paine til forskellige liberale internationale og forfatningsmæssige planer for fred. Af nyere forskere kan nævnes Raymond Aron, Edward Azar, John Burton, Martin Ceadal, Wolfgang Dietrich, Kevin Dooley, Johan Galtung, Michael Howard, Vivienne Jabri, John-Paul Lederach, Roger Mac Ginty, Hugh Miall, David Mitrany, Oliver Ramsbotham, Anatol Rapoport, Mikkel Vedby Rasmussen, Oliver Richmond, S. P. Udayakumar, Tom Woodhouse og mange flere.

### Galtungs konflikttrekant
Johan Galtungs konflikttrekant er baseret på antagelsen, at den bedste måde at definere fred, er at definere dens modsætning, vold. Dette afspejler det normative mål om at forebygge, håndtere, begrænse og afhjælpe vold:
- Direkte vold - Fx direkte angreb eller massakre. Kan spores tilbage til konkrete aktører.
- Strukturel vold - Strukturel vold er indirekte vold, der er forårsaget af en uretfærdig struktur, fx ved dødsfald forårsaget af omstødelige grunde, såsom fejlernæring. Strukturel vold kan ikke spores tilbage til konkrete aktører, men er et uretfærdigt strukturelt forhold.
- Kulturel vold - Kulturel vold opstår som et resultat af et de kulturelle antagelser og tankemønstre, der legitimerer direkte eller strukturel vold. Et eksempel kunne være nazismens idé om ariske overmennesker, eller de kristne europæeres opfattelse af sig selv som overlegne, hvilket bl.a. retfærdiggjorde kolonialiseringen.

Hvert hjørne af Galtung's trekant kan relatere sig til de to andre. Etnisk udrensning kan være et eksempel for alle tre.